# Xenodon dorbignyi
Espèce
Synonymes
- Heterodon dorbignyi Bibron in Duméril, Bibron & Duméril, 1854
- Lystrophis dorbignyi (Bibron, 1854)
- Lystrophis dorbignyi chacoensis Lema, 1994
- Lystrophis dorbignyi orientalis Lema, 1994
- Lystrophis dorbignyi uruguayensis Lema, 1994

Xenodon dorbignyi  est une espèce de serpents de la famille des Dipsadidae.

## Répartition
Cette espèce se rencontre :
- dans le sud-ouest du Brésil dans l'État de Rio Grande do Sul ;
- en Uruguay ;
- dans le sud du Paraguay ;
- dans le centre de l'Argentine dans les provinces du Chaco, de Corrientes, de Misiones, de Santiago del Estero, de Córdoba, de Santa Fe, d'Entre Ríos, de Buenos Aires, de La Pampa et de Río Negro.

## Description
Les mâles mesurent jusqu'à 494,0 mm pour un poids de 51,6 g et les femelles jusqu'à 484,0 mm pour un poids de 56,4 g.

## Liste des sous-espèces
Selon The Reptile Database (24 mars 2015) :
- Xenodon dorbignyi chacoensis (Lema, 1994)
- Xenodon dorbignyi dorbignyi (Bibron, 1854)
- Xenodon dorbignyi orientalis (Lema, 1994)
- Xenodon dorbignyi uruguayensis (Lema, 1994)

## Étymologie
Cette espèce est nommée en l'honneur d'Alcide Dessalines d'Orbigny et les sous-espèces en référence au lieu de leurs découvertes.

## Publications originales
- Duméril, Bibron & Duméril, 1854 : Erpétologie générale ou histoire naturelle complète des reptiles. Tome septième. Première partie, p. 1-780 (texte intégral).
- Lema, 1994 : Lista comentada dos répteis occorentes nor Rio Grande do Sul, Brasil. Comunicacoes do Museu de Ciencias e Tecnologia da PUCRS - Serie Zoologia, Porto Alegre, vol. 7, p. 41-150.